# Рамчандра Даттатра Ранаде
Рамчандра Даттатра Ранаде (1886—1957) — индийский ученый-философ, святой из Карнатаки и Махараштры.

## Факты биографии
Он родился 3 июля 1886 года в Джамаханди, в округе Багалкот штата Карнатака. После окончания школы он учился в Деканском колледже в Пуне. В 1914 году он получил степень магистра с отличием и на очень короткий период присоединился к преподавательскому составу колледжа Фергюссона в Пуне. Он регулярно преподавал в колледже Виллиндон, Сангли, прежде чем его пригласили поступить в Аллахабадский университет в качестве заведующего кафедрой философии, где он стал вице-канцлером. После выхода на пенсию в 1946 году он жил в ашраме в небольшой деревне Нимбал, на границе Махараштры и Карнатаки, недалеко от Виджайпуры (Биджапур), где он умер 6 июня 1957 года.

## Философия Рамачандры
Согласно Шри Гурудеву Рамчандре Даттатре Ранаде, тремя основными подходами к решению проблемы Высшей Реальности традиционно были теологический, космологический и психологический подходы. Космологический подход предполагает изучение мира вовне; психологический подход, означающий взгляд внутрь или к себе; а богословский подход устремлен к Богу. Декарт берет первое и начинает с аргумента, что Самость есть первичная реальность, самосознание — первичный факт существования, а интроспекция — начало реального философского процесса. Согласно ему, мы можем прийти к представлению о Боге только через Атман, потому что именно Бог является причиной Атмана, и, таким образом, мы должны считать Бога более совершенным, чем Атман. Спиноза, с другой стороны, считал, что Бог есть все и конец всех вещей, альфа и омега существования. От Бога начинается философия, и в Боге философия заканчивается. Способ подхода философов-упанишад к проблеме высшей реальности не был ни картезианским, ни спинозистским. Философы Упанишад рассматривали Атман как высшее существование и подчиняли мир и Бога Атману. Самость для них более реальна, чем мир или Бог. Только в конечном счете они отождествляют Я с Богом и таким образом преодолевают пропасть, существующую между теологическим и психологическим подходами к реальности. Для начала они используют космологический подход, но обнаруживают, что он не может дать им решение конечной реальности. Таким образом, мыслители Упанишад возвращаются назад и начинают заново, используя психологический подход, и здесь они снова не могут найти решение конечной реальности. Поэтому они проводят ещё один эксперимент, используя теологический подход. Они обнаруживают, что этого тоже не хватает для поиска решения. Они делают ещё одну попытку психологического подхода и предлагают решение проблемы абсолютной реальности. Таким образом, мыслители Упанишад придерживаются космо-тео-психологического подхода. Изучение Мукхья Упанишад показывает, что мыслители Упанишад последовательно развивают идеи друг друга. Они ходят туда-сюда и отвергают невероятные теории, прежде чем прийти к разгадке окончательной реальности.

## Труды
Рамачандра был известен как хороший оратор, а также как выдающийся писателель Его монументальная работа, сделавшая его знаменитым, «Конструктивный обзор философии Упанишад», была опубликована Агентством восточных книг в Пуне в 1926 году под патронажем сэра Парашурамарао Бхаусахеба, раджи Джамханди. Также он написал «Путь к Богу» на хинди и маратхи и «Рамдасвачанамрут», основанную на писаниях Самарта Рамдаса. «Путь к Богу» впоследствии была переведена на английский язык и издана в Каннаде. Как выдающийся исследователь Упанишад, специализирующийся на греческой философии, Шри Гурудев Рамчандра Даттатрай Ранаде подчеркивал центральную роль психологического подхода в противовес теологическому подходу для правильного понимания Высшей Реальности. Среди его работ также: «Бхагавадгита как философия богопознания», «Эволюция собственной мысли», «Эканатх Вачанамрут», «Сант Вачанамрут».

## Инчегири Сампрадайя
Шри Гурудев Рамчандра Даттатрай Ранаде принадлежал к Инчегери-сампрадае.
Шри Чандра Бхану Патхак был учеником Гурудева Ранаде, который продолжил эту линию сампрадаи в северной части Индии. Он был известным, любящим, любящим гуру для своих учеников, которые жили в Биканере, штат Раджастан. Радж Камал Вьяс, ученик Шри Чандры Бхану патхака, переводил книги Гурудева Ранаде на хинди с маратхи и английского языков. Современный последователи инчегеири-сампадаи — Шри Хинусинг джи Шекхават (он же Шри Йогкшем шекхават)продолжает учение среди своих учеников и учеников Шри Чандры Бхану Патхака.